# Dia Internacional de les Víctimes de Desaparicions Forçades
El Dia Internacional dels les Víctimes de Desaparicions Forçades és un dia internacional creat per a cridar l'atenció sobre la sort de les persones empresonades en llocs i en condicions desconegudes pels seus familiars i/o representants legals. L'impuls de la jornada va venir de la Federació Llatinoamericana d'Associacions de Familiars de Detinguts-Desapareguts, una organització no governamental fundada l'any 1981 a Costa Rica com a associació de grups locals i regionals que treballen activament contra la detenció arbitrària, les desaparicions forçades i el segrest en diversos països llatinoamericans.

## Context
El treball sobre la detenció arbitrària és una part important de les activitats d'una sèrie d'organismes i organitzacions internacionals en els camps de l'activisme pels drets humans i l'ajuda humanitària, com ara Amnistia Internacional, l'Oficina de l'Alt Comissionat de les Nacions Unides per als Drets Humans (ACNUDH) i el Comitè Internacional de la Creu Roja (CICR). El Dia Internacional de les Víctimes de Desaparicions Forçades és una oportunitat per a destacar el treball d'aquestes institucions, augmentar la conscienciació social i fer una crida a la col·laboració.
Visitar els detinguts en relació als conflictes i permetre'ls restablir i mantenir el contacte amb les seves famílies és una part molt important del mandat del CICR. Tanmateix, la definició de desapareguts va molt més enllà de les víctimes de desaparició forçada i inclou totes aquelles persones les famílies dels quals han perdut el contacte com a conseqüència de conflictes bèl·lics, desastres naturals o altres tragèdies. Aquests desapareguts poden trobar-se detinguts, obstaculitzats en països estrangers, hospitalitzats o morts. El CICR busca obtenir informació sobre el seu destí en nom de les seves famílies i recorda als governs i altres col·lectius les seves obligacions de respectar el dret de les famílies a conèixer el destí dels seus éssers estimats. També treballa amb les famílies dels desapareguts per ajudar-los a abordar les seves necessitats particulars psicològiques, socials, legals i financeres.
La detenció arbitrària o l'empresonament en circumstàncies incertes és una greu violació dels drets humans així com, en el cas d'un conflicte armat, del dret internacional humanitari. L'Assemblea General de les Nacions Unides va adoptar una Declaració sobre la protecció de totes les persones contra les desaparicions forçades com a resolució 47/133 el 18 de desembre de 1992. Es calcula que la detenció arbitrària es practica a uns 30 països. El Grup de Treball de l'ACNUDH sobre desaparicions forçades o involuntàries ha registrat uns 46.000 casos de persones que van desaparèixer en circumstàncies desconegudes.
El 30 d'agost de 2008, la Coalició Internacional contra les Desaparicions Forçades, que reuneix organitzacions familiars i organitzacions de drets humans d'arreu del món, es va unir per a promoure la ratificació de la Convenció Internacional per a la Protecció de Totes les Persones contra les Desaparicions Forçades.